# بني لحسن
بني لحسن بلدية تابعة دائرة برج بونعامة ولاية تيسمسيلت تقع بين تيسمسيلت وبرج بونعامة يقطنها حوالي 22000 نسمة